# NGC 5676
NGC 5676 è una galassia nella costellazione del Boote.
È un oggetto piuttosto debole; si può individuare 2,5 gradi a SSE della stella θ Bootis, ma occorrono telescopi di almeno 150-180mm di apertura, dove per altro sarà evidente soltanto come un oggetto nebuloso senza dettagli. Occorrono ingrandimenti maggiori per poter notare i suoi bracci di spirale, i quali presentano una notevole estensione specialmente verso ovest; la luminosità del centro non prevale molto su quella del disco. Dista dalla Via Lattea oltre 100 milioni di anni-luce.